# Ка Бјанка (Кунео)
Ка Бјанка је насеље у Италији у округу Кунео, региону Пијемонт.
Према процени из 2011. у насељу је живело 39 становника. Насеље се налази на надморској висини од 203 м.